# Postępująca afazja bez płynności mowy
Postępująca afazja bez płynności mowy, postępująca afazja z utratą płynności mowy, afazja postępująca niepłynna, afazja postępująca niefluentna, PNFA (od ang. progressive nonfluent aphasia) – zespół objawów obserwowany w otępieniu czołowo-skroniowym i uważany za podtyp tej choroby neurodegeneracyjnej. Charakteryzuje się zaburzeniami językowymi, błędami fonologicznymi i gramatycznymi (agramatyzmy, parafazje). Badania obrazowe wskazują, że obraz kliniczny związany jest ze zmianami w obszarze przedniej części lewej wyspy i dolnej części płata czołowego.